# 格列奇夏
51°52′46″N 25°26′51″E / 51.87944°N 25.44750°E
格列奇夏（烏克蘭語：Гречища），是烏克蘭的村落，位於該國西部沃倫州，由卡明-卡希尔斯基区負責管轄，面積590平方公里，海拔高度143米，2001年人口123，人口密度每平方公里0.21人。